# Anaphes falsus
Anaphes falsus är en stekelart som först beskrevs av Soyka 1953.  Anaphes falsus ingår i släktet Anaphes och familjen dvärgsteklar. Inga underarter finns listade i Catalogue of Life.